# Prémio de Poesia Daniel Faria
O Prémio de Poesia Daniel Faria foi um prémio literário instituído pela Câmara Municipal de Penafiel, as Quasi Edições e os herdeiros de Daniel Faria, em homenagem ao poeta com o mesmo nome. O prémio tinha como objetivo estimular a criação poética e o aparecimento de novos autores. Foi atribuído, entre 2005 e 2009, anualmente no mês de dezembro a trabalhos inéditos, em língua portuguesa, de autores com idade inferior a 35 anos.

## Vencedores do Prémio
| Edição | Ano  | Obra                                                     | Autor                     | País     | Ref   |
| ------ | ---- | -------------------------------------------------------- | ------------------------- | -------- | ----- |
| 1.ª    | 2005 | A nuvem prateada das pessoas graves                      | Rui Costa                 | Portugal | [ 2 ] |
| 2.ª    | 2006 | Prefloração                                              | Catarina Nunes de Almeida | Portugal | [ 3 ] |
| 3.ª    | 2007 | Órbitas primitivas: fracções de um tratado heliocêntrico | Paulo Renato Cardoso      | Portugal | [ 3 ] |
| 4.ª    | 2008 | Gaveta de papéis                                         | José Luís Peixoto         | Portugal | [ 3 ] |
| 5.ª    | 2009 | O livro das aves                                         | Tiago Patrício            | Portugal | [ 3 ] |